# Togba
Togba ist ein Arrondissement im Departement Atlantique in Benin. Es ist eine Verwaltungseinheit, die der Gerichtsbarkeit der Kommune Abomey-Calavi untersteht. Gemäß der Volkszählung von 2013 hatte Togba 73.331 Einwohner, davon waren 36.370 männlich und 36.961 weiblich.